# 20B busz (Miskolc)
A miskolci 20B jelzésű autóbuszvonal a Búza tér, az Avas városközpont és Miskolctapolca között húzódik, amelyet a Miskolc Városi Közlekedési Zrt. üzemeltet.

## Története
Az MVK Zrt. a 2025 áprilisában meghirdetett „Javuló menetrend” fejlesztési csomagjában a tömérdek finomhangolás, valamint járatsűrítés mellett nagyobb újításnak ígérkezvén a Belváros és a Miskolci Egyetem szomszédságában található üdülőövezet, Miskolctapolca összeköttetése a nyár időtartama alatt új, 20B jelzésű autóbuszjáratokkal elősegítődik, melyek a Centrumon és a Népkerten át közelítik meg az avasi lakótelepet és a Szentgyörgy úton (II. ütem) át csatlakoznak a Miskolctapolcai útba, onnan jutnak el Miskolctapolcára. A járatok nem térnek ki az Egyetemvárosba, helyette a Hejőpark északi peremén jutnak el a célpontjukra.
A vonalvezetés elsősorban Avas és Miskolctapolca közvetlen eljutásában kedvez, mely a lakosság kérése egyszerre jelenik meg a turisztika és az egészségügy területein is. 2025 áprilisától a miskolctapolcaiak a II. ütemben vehetik igénybe az orvosi ellátásokat, melyre az MVK ekkortájt még a Szentgyörgy úti megállóban való átszállási kapcsolatokat erősítette meg, de a 20B buszok átszállásmentesen kötik össze a kettő területet.
Érdekesség, hogy Miskolctapolca nyári megközelítése már 2017 nyarán is megpróbált volt a 290-es buszokkal, melyek az Újgyőri főtértől át a Vargahegyen közlekedtek fel az Avasi kilátóhoz (a 29-es vonalán), de nem volt hosszúéletű a projekt. Ennek eredményeképp az autóbuszvonal akkor is összekötötte a II. ütemet az üdülőterülettel.

## Útvonala
| Búza tér – Miskolctapolca | Miskolctapolca – Búza tér |
| --- | --- |
| Búza tér ➝ Zsolcai kapu ➝ Ady Endre utca ➝ Madarász Viktor utca ➝ Szentpáli utca ➝ Corvin utca ➝ Görgey utca ➝ Csabai kapu ➝ Szabadságharc utca ➝ Ifjúság útja ➝ Szentgyörgy út ➝ Miskolctapolcai út ➝ Miskolctapolca | Miskolctapolca ➝ Miskolctapolcai út ➝ Szentgyörgy út ➝ Ifjúság útja ➝ Szabadságharc utca ➝ Csabai kapu ➝ Görgey utca ➝ Corvin utca ➝ Szentpáli utca ➝ Szeles utca ➝ Ady Endre utca ➝ Búza tér |

## Közlekedése
Járatai a nyári időszakban közlekednek. A hét minden napján mindkét irányból félórás ütemezettség van jelen, ámbár hétköznapokon a reggel 9 és délután 1, míg hétvégente a délután 1 és este 6 óra közötti időszakban.
A 7,5 kilométeres vonalhosszával és a 24 perces menetidejével a Búza tér és Miskolctapolca között az egyik leggyorsabb kapcsolatot biztosítja leszámítva több hajnali és esti 20-as buszt (melynek 8,4 kilométeres a távja).

### Járművek
Az autóbuszvonalon egyaránt megfordulnak az MAN típusú Lion's City szóló és csuklós járművek és Neoplan Centroliner autóbuszok is.

## Megállóhelyei
| 0  | Búza tér végállomás         | 0.0 km | 0  | 1, 1G, 3, 3A, 4, 7, 11, 12G, 20, 24, 28, 32, 32G, 34G, 43, 44, 45, 101B, 900, 914, 935 1050, 1053, 1369, 1370, 1372, 1373, 1374, 1375, 1376, 1377, 1380, 1383, 1384, 1410, 1411 3700, 3701, 3702, 3703, 3704, 3705, 3706, 3707, 3708, 3709, 3710, 3711, 3712, 3714, 3715, 3716, 3717, 3718, 3719, 3720, 3721, 3722, 3723, 3724, 3726, 3727, 3728, 3729, 3730, 3731, 3733, 3734, 3735, 3736, 3737, 3738, 3739, 3740, 3741, 3742, 3743, 3744, 3745, 3746, 3747, 3748, 3749, 3750, 3751, 3752, 3753, 3754, 3755, 3757, 3760, 3761, 3764, 3765, 3766, 3767, 3770, 3772, 3773, 3774, 3775, 3776, 4019 |
| 1  | Centrum                     | 0.7 km | 2  | 3A, 20, 28, 32, 34, 35, 43, 44, 45, Auchan 1 1, 1A |
| 2  | Vörösmarty Mihály utca      | 1.1 km | 3  | 14G, 20, 21, 21G, 28, 34, 35, 43, 44, Auchan 1 1369, 1370, 1372, 1375, 1376, 1377, 1410 3738, 3739, 3740, 3741, 3742, 3743, 3744, 3745, 3746, 3747, 3748, 3749, 3750, 3751, 3752, 4019 |
| 3  | Népkert                     | 1.6 km | 4  | 14, 20, 28, 34, 35, 36, 43, 44, 900, 914, 935 |
| 4  | Derkovits Gyula utca        | 2.4 km | 7  | 28, 35 |
| 5  | Ifjúság útja                | 3.3 km | 10 | 29, 30, 31, 32, 34, 35, 35G, 36, 39, 900, 935, Auchan 2 |
| 6  | Avas városközpont           | 3.4 km | 11 | 29, 30, 31, 32, 34, 36, 39, 900, 935, Auchan 2 |
| 7  | Sályi István utca           | 3.8 km | 12 | 29, 30, 32, 34, 36, 39, 900, 935, Auchan 2 |
| 8  | Szentgyörgy út              | 4.2 km | 13 | 20, 29, 30, 32, 34, 36, 39, 900, 935, Auchan 2 |
| 9  | Csermőkei út                | 5.0 km | 15 | 20, 900, 914, Auchan 2 |
| 10 | Kemény Dénes Uszoda         | 5.4 km | 16 | 20, 914 |
| 11 | Turistapark                 | 6.3 km | 19 | 20, 914 |
| 12 | Miskolctapolca, parkoló     | 6.6 km | 20 | 20, 914 |
| 13 | Miskolctapolcai Strandfürdő | 7.2 km | 22 | 20, 914 |
| 14 | Miskolctapolca végállomás   | 7.5 km | 24 | 20, 914 |